# Ines Jucker

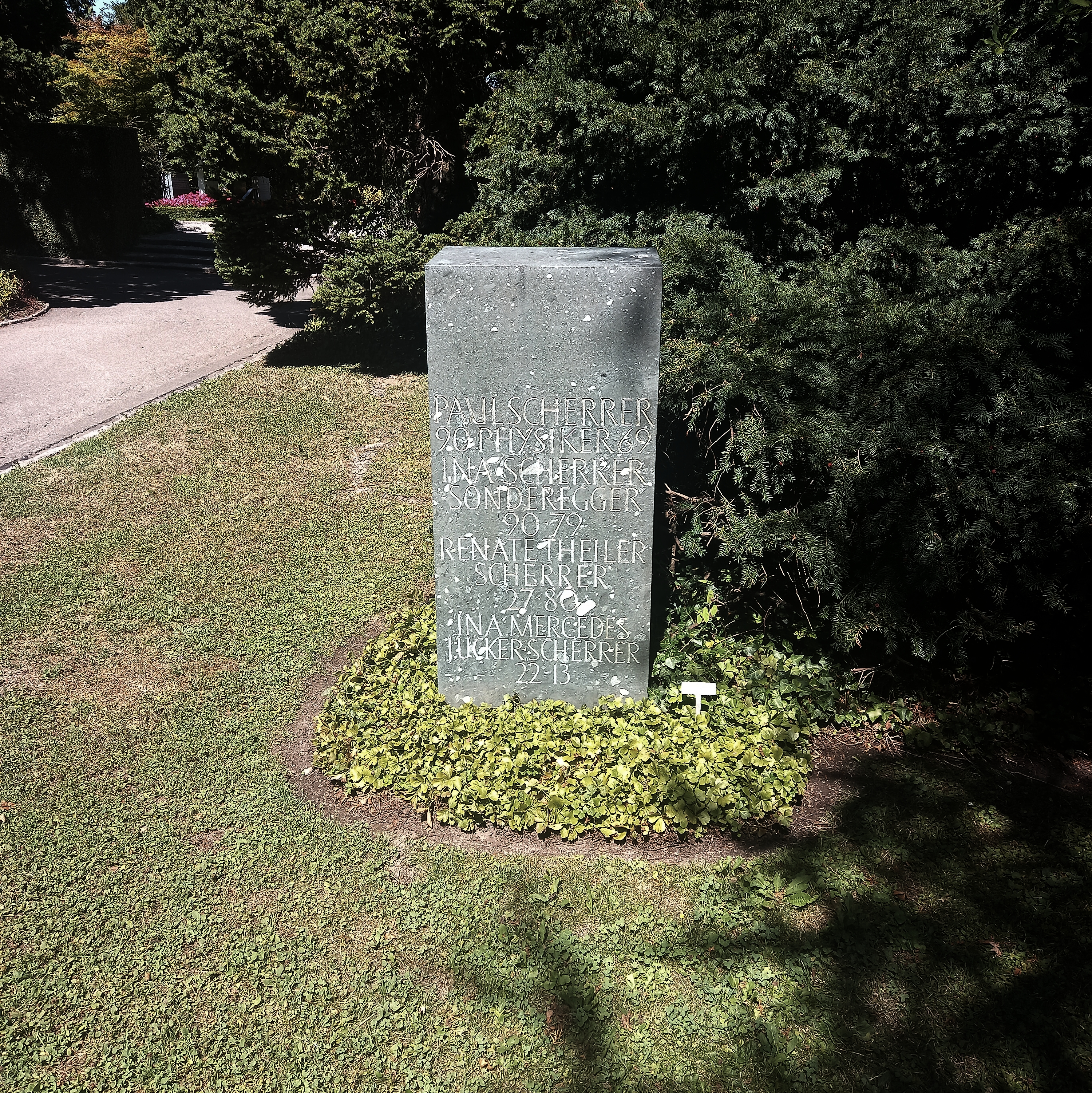
Das Grab von Ines Jucker im Familiengrab ihrer Eltern auf dem Friedhof Fluntern in Zürich

Ina Mercedes Jucker-Scherrer (* 29. April 1922 in Zürich, geborene Scherrer; † 8. September 2013 in Bern) war eine Schweizer Klassische Archäologin.
Ines Scherrer, Tochter des Physikers Paul Scherrer, studierte nach der Matura 1942 zunächst an der Universität Zürich Romanistik und Klassische Philologie. Nach einem zweijährigen Aufenthalt in Rom studierte sie in Zürich Klassische Archäologie bei Arnold von Salis. Am 1. Juli 1950 heiratete sie den Klassischen Archäologen Hans Jucker. Am 12. Juli 1952 legte sie die mündliche Doktorprüfung ab, die formale Promotion erfolgte 1956 nach dem Druck der Dissertation Der Gestus des Aposkopein. Ein Beitrag zur Gebärdensprache in der antiken Kunst. Mit ihrem Mann war sie 1955 an der Vorbereitung der Ausstellung „Kunst und Leben der Etrusker“ in Zürich beteiligt.

## Schriften
- Der Gestus des Aposkopein. Ein Beitrag zur Gebärdensprache in der antiken Kunst, Zürich 1956
- Aus der Antikensammlung des Bernischen Historischen Museums, Bern, Francke 1970
- Griechische Vasen, Bern, Hallwag 1970
- Italy of the Etruscans, Jerusalem, The Israel Museum; Mainz, Zabern 1991, ISBN 3-8053-1308-X / ISBN 3-8053-1231-8
- Ein Bildnis Alexanders des Grossen, München, Glyptothek und der Antikensammlungen 1993
- Skulpturen der Antiken-Sammlung Ennetwies, Band 1, Mainz, Zabern 1995, Band 2 Wiesbaden, Reichert 2006
- Corpus Speculorum Etruscorum. Schweiz, Band 1: Basel, Schaffhausen, Bern, Lausanne. Stämpfli, Bern 2001, ISBN  3-7272-1260-8